# Ernst Lehmann
Ernst Lehmann (ur. 18 września 1910) – szwajcarski zapaśnik walczący w stylu klasycznym. Olimpijczyk z Berlina 1936, gdzie zajął piętnaste miejsce w wadze piórkowej.

## Letnie Igrzyska Olimpijskie 1936
| Konkurencja          | Rundy eliminacyjne     | Rundy eliminacyjne     | Klas. końcowa |
| Konkurencja          | Przeciwnik I           | Przeciwnik II          | Miejsce       |
| -------------------- | ---------------------- | ---------------------- | ------------- |
| 61 kg styl klasyczny | Einar Karlsson (SWE) P | Henryk Szlązak (POL) P | 15.           |